# Župnija Zali Log
Župnija Zali Log je rimskokatoliška teritorialna župnija dekanije Škofja Loka nadškofije Ljubljana. Upravlja jo župnik župnije Železniki.